# 克洛艾·比勒
克洛艾·比勒（法語：Chloé Bulleux，1991年11月18日—），法国女子手球运动员。她曾代表法国国家队参加2016年夏季奥林匹克运动会女子手球比赛，结果队伍获得一枚银牌。